# مارسيلو هيريرا
مارسيلو هيريرا (بالإسبانية: Marcelo Herrera)‏ (26 فبراير 1992 في إسبانيا - ) هو لاعب كرة قدم أرجنتيني في مركز الدفاع. لعب مع نادي لانوس.

## روابط خارجية
- مارسيلو هيريرا على موقع بيانات كرة القدم. دي إي (الألمانية)
- مارسيلو هيريرا على موقع Soccerway.com (الإنجليزية)